# Frits
Frits ist ein männlicher Vorname, eine Form von Friedrich.

## Namensträger
- Frits Bernard (1920–2006), niederländischer Psychologe und Sexualwissenschaftler
- Frits Beukers (* 1953), niederländischer Mathematiker
- Frits Bolkestein (1933–2025), niederländischer Politiker (VVD)
- Frits Boterman (1948–2024), niederländischer Historiker
- Frits Böttcher (1915–2008), niederländischer Wissenschaftler
- Frits Castricum (1947–2011), niederländischer Politiker (PvdA)
- Frits Clausen (1893–1947), Parteiführer der dänischen Nationalsozialisten (DNSAP)
- Frits van Dongen (1901–1975), niederländischer Schauspieler
- Frits van Eerd (* 1967), niederländischer Unternehmer, Rennstallbesitzer und Automobilrennfahrer
- Frits Flinkevleugel (1939–2020), niederländischer Fußballspieler
- Frits Fronz (Friedrich Oskar Fronz, 1919–1990), österreichischer Schauspieler, Autor, Sänger, Drehbuchautor, Produzent und Regisseur
- Frits Goldschmeding (1933–2024), niederländischer Unternehmer
- Frits Kalshoven (1924–2017), niederländischer Marineoffizier und Jurist
- Frits Koolhoven (1886–1946), niederländischer Automobilrennfahrer, Flugzeugkonstrukteur und Unternehmer, siehe Frederick Koolhoven
- Frits Korthals Altes (1931–2025), niederländischer Politiker (VVD)
- Frits Kuipers (1899–1943), niederländischer Fußballspieler
- Frits Landesbergen (* 1961), niederländischer Jazzmusiker und Arrangeur
- Frits von der Lippe (1901–1988), norwegischer Kritiker und Theaterdirektor
- Frits Lugt (Frederik Johannes Lugt, 1884–1970), niederländischer Kunsthistoriker und Kunstsammler
- Frits Nielsen (* 1953), dänischer Eishockeyspieler und -trainer
- Frits van Oostrom (* 1953), niederländischer Literaturwissenschaftler
- Frits Ørskov (1922–2015), dänischer Mikrobiologe
- Frits Philips (Frederik Jacques Philips, 1905–2005), niederländischer Industrieller
- Frits Rosendaal (* 1959), niederländischer Mediziner und Epidemiologe
- Frits Schür (Frederikus Johannes Maria Goduwes Schür; * 1950), niederländischer Radrennfahrer
- Frits Slomp (1898–1978), niederländischer Pastor und Widerstandskämpfer
- Frits Soetekouw (1938–2019), niederländischer Fußballspieler
- Frits Staal (1930–2012), niederländischer Philosoph, Sprachwissenschaftler, Indologe und Forscher zur antiken Philosophie
- Frits Thaulow (Johan Frederik Thaulow; 1847–1906), norwegischer Maler
- Frits Thors (Alexander Frederik Paul Thors; 1909–2014), niederländischer Nachrichtensprecher
- Frits Van den Berghe (1883–1939), belgischer Maler des Impressionismus und Expressionismus
- Frits Warmolt Went (1903–1990), niederländisch-amerikanischer Botaniker
- Frits Went (Friedrich August Ferdinand Christian Went, 1863–1935), niederländischer Botaniker
- Frits Wiersma (1894–1984), niederländischer Radrennfahrer und Schrittmacher
- Frits Zernike (1888–1966), niederländischer Physiker und Nobelpreisträger